# ジャン＝シャルル・ド・フォンブリュヌ
ジャン＝シャルル・ド・フォンブリュヌ （Jean-Charles de Fontbrune, 1935年10月29日 - 2010年12月7日）は、フランスの作家。16世紀フランスの占星術師ノストラダムスの『予言集』について信奉者の立場から解釈した著書『歴史家にして予言者ノストラダムス』（1980年）が国際的なベストセラーになった。

## 生涯
1935年10月29日にサルラの医師マックス・ド・フォンブリュヌ (Max de Fontbrune, 1900年2月6日 - 1959年6月6日) の子として生まれた。マックスの本名はマックス・ピジャール・ド・ギュルベール (Max Pigeard de Gurbert) といい、断絶した分家の姓をもとに「ド・フォンブリュヌ」という筆名を名乗って文筆活動も行なっていた。
マックスは信奉者的な立場からノストラダムスの『予言集』を解釈して未来予測を行なっていた人物で、1930年代に関連書を複数出版した。1938年に『解説され注記されたミシェル・ノストラダムス師の予言集』 (Les Prophéties de maistre Michel Nostradamus : expliquées et commentées) をエクス＝アン＝プロヴァンスで刊行した。反ドイツ的な未来解釈を含むこの著書はよく売れ、翌年にサルラで再版されると1940年までに少なくとも第8版までが刊行された。
彼の反ドイツ的な解釈としては、以下のような例がある。
百詩篇第5巻17番
De nuit passant le roi pres d'une Andronne,
Celui de Cypres & principal guette:
Le roi failli la main fuit long du Rosne,
Les coniurés l'iront à mort mettre. 
夜に隘路の近くを王が通り、
キプロス出身の主要人物が待ち伏せする。
王は没落し、手勢はローヌ川沿いに逃れる。
陰謀者たちは彼を死に至らしめるだろう。
マックスは詩の「キプロス」を、女神ウェヌスの隠喩と見なして地名とは捉えず、王はドイツの指導者（つまりアドルフ・ヒトラー）と解釈した。これによって、マックスはこの詩にドイツ軍の敗北と指導者の死が予言されていると主張した。
しかし、ヴィシー政権はこうした解釈がドイツを刺激することを危惧し、1940年11月に発禁処分とした。レジスタンスはむしろ反ドイツのプロパガンダとして、この本を地下出版の形で再刊したという。
戦後になると、1946年に第10版が刊行された。これは、初版をほとんど改変していないという触れ込みではあったが、実際には外れた予言については解釈や位置づけが大幅に変更されるなど、様々な変更がほどこされている。1958年には第11版が刊行され、その後しばらく開くが、1975年には、息子ジャン＝シャルル・ド・フォンブリュヌが自費出版の形でエクス＝アン＝プロヴァンスにて第12版を刊行した。翌年には『ノストラダムスが本当に語ったこと』 (Ce que Nostradamus a vraiment dit) と改題された上で、ヘンリー・ミラーが寄稿した序文をつけて再版された。

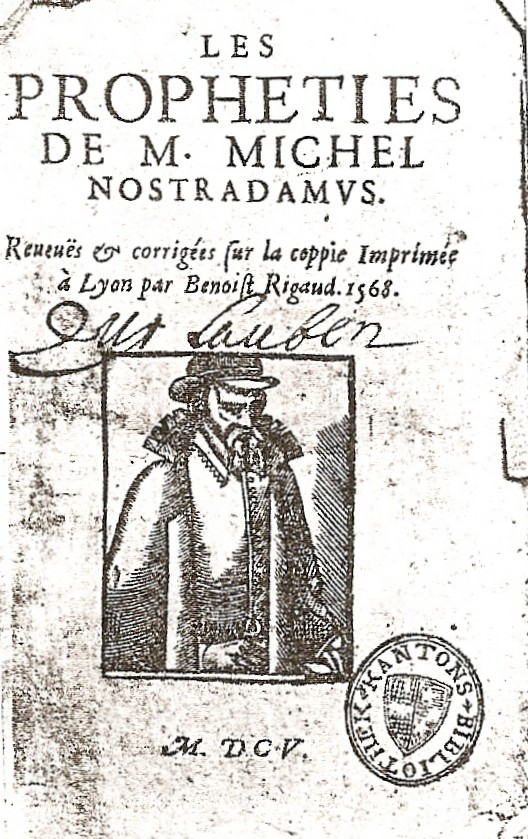
フォンブリュヌがノストラダムス解釈の底本にしたという1605年版『予言集』

マックスの息子ジャン＝シャルル・ド・フォンブリュヌ、本名ジャン・ピジャール・ド・ギュルベールは製薬会社で外交員として勤務し、管理職となったが、その傍らで1963年以降、自身でもノストラダムスの予言解釈を積み重ねていたという。
彼は父親の解釈を土台にしつつも、その誤りを訂正して発展させたと主張していた。その成果は、1980年に『歴史家にして予言者ノストラダムス』 (Nostradamus, Historien et Prophète) として出版された。この本は、後述するように国際的な大ベストセラーとなった一方、さまざまな批判も引き起こした。だが、フォンブリュヌはこの本の成功によって自信を深め、（ノストラダムスのセザールへの手紙は未来の最終解読者に宛てたものとする説を踏まえたうえで）自分こそがセザールだと主張した。
ほかに予言関係の著書としては、聖マラキの予言に関する著書も複数刊行した。それらもまた、聖マラキの予言を信じる立場からの解釈集であり、最初の著書 『マラキの予言、諸教皇の歴史と予言』 (Les Prophéties de Malachie, Histoire et Prophétie des Papes, Eds. du Rocher, 1984) については、111部刷られた初版のうち、1部をヨハネ・パウロ2世に献呈したという。
フォンブリュヌはその後も アメリカ同時多発テロ事件が起こると同じ年のうちに『ノストラダムス、1999年から2025年へ。ノストラダムスは2001年9月11日の事件を予言していた』 (Nostradamus, de 1999 à 2025 : Nostradamus avait prédit les événement du 11 septembre 2001, Eds. du Rocher, 2001) を、世界金融危機が進行すると2009年に『ノストラダムスは予言していた : 金融危機、チベット、中国、コーカサス、イラン、アフガニスタン・・・』 (Nostradamus l'avait prédit : Crise financière, Tibet, Chine, Caucase, Iran, Afghanistan...) を刊行するなど、国際情勢の進展にあわせてシナリオを修正しつつ、改訂版・改題版なども含めて10冊以上のノストラダムスの解釈書を精力的に刊行した。それらの著書のいくつかも他言語に訳され、いくつもの国々で刊行された。
2010年12月7日に脳腫瘍のため75歳で歿した。最期を迎えたのはブリーヴ＝ラ＝ガイヤルドの病院だったが、遺体は出身地であるサルラに埋葬された。その死に際して、サルラの市長ジャン＝ジャック・ド・ペレッティ (Jean-Jacques de Peletti) は、弔意を表明した。

## 歴史家にして予言者ノストラダムス
彼の処女作『歴史家にして予言者ノストラダムス』は、1980年にモナコのロシェ社から刊行された。

### 内容
題名は、ノストラダムスが語ったことはことごとく的中し、的中したものは歴史となっていくという見解に基づいている。そのため、「歴史家ノストラダムス」と「予言者ノストラダムス」の二部構成になっている。
前者では1980年以前の的中例の数々を、豊富な歴史書からの引用などによって権威付けるものとなっている。フォンブリュヌは、サン・バルテルミーの虐殺、三十年戦争、フランス革命、二度の世界大戦、四度の中東戦争など歴史上の大事件の数々を、200篇以上の詩篇と結びつけて解釈している。
後者は未来のシナリオを多くの予言詩によって描き出すという構成になっている。その筋書きはこうである。1983年に第三次世界大戦が起こり、東側諸国とイスラーム諸国が手を結んで西側諸国に侵攻し、その途上でパリが壊滅する。フランスの第五共和政が崩壊して、ブルボン朝の血を引くアンリ5世が王政復古を行い、この偉大な君主の下で3年7ヶ月にわたる大戦は西側諸国の勝利で終結する。フランスでは核攻撃を受けたパリからアヴィニョンへの遷都が行われつつも、つかの間の平和を享受する。しかし、1999年には反キリストによって2026年まで続く新たな大戦が引き起こされ、その途上でフランスの復古王政とローマ教皇庁は終焉を迎え、その後で千年王国が到来する。

### 反響
発売当初はほとんど話題にならず、最初の半年間で売れたのは1万9000冊にすぎなかったという。
しかし、1981年に入ってフランソワ・ミッテラン政権の成立や、ヨハネ・パウロ2世暗殺未遂事件を的中させたとして注目され、その本に1983年のパリ壊滅や近未来の第三次世界大戦という差し迫った危機が描かれていたことから、話題になった。そして、『パリ・マッチ』(Paris Match) のような人気のある雑誌をはじめとする多くのメディアで特集が組まれ、大ベストセラーになった。『パリ・マッチ』の世論調査では、この本を知っているフランス人は75%、内容を信じているのは25% という結果になり、1982年の段階でフランス語版だけで70万部が売れていたという。『フィガロ』は、この本の内容を信じた人々の中には、（壊滅すると名指しされたパリなどから離れるために）アメリカやカナダに移住する計画を立てた人もいることを報じた。
その後、フォンブリュヌ自身が後に示したところによれば、各国語に訳され、モントリオール、バルセロナ、リスボン、ハンブルク、ウィーン、ロンドン、ニューヨーク、リオ・デ・ジャネイロ、サン・パウロ、イスタンブール、アテネなどで出版されたという。
日本でも『新釈ノストラダムス』として、1982年に出版された。この訳書は、後半の未来解釈を中心とする抄訳版であったが、レニ・ノーバーゲンの著書などとともに、諸外国で見られる四行詩を数多く連ねて未来図を描こうとするスタイルを日本で紹介した形になり、日本の信奉者たちの解釈スタイルに影響を及ぼしたという指摘もある。
フォンブリュヌの本の売れ行きは、フランスでノストラダムス関連書が激増する契機にもなった。その氾濫ぶりは、ノストラダムス予言集の初版が出版されて以来、例がなかったほどだと評する者もいる。

### 評価
大ベストセラーになったこの本は、様々な批判にもさらされた。ミッテラン政権と結び付けられたのは、以下の詩である。
百詩篇第2巻97番
Romain Pontife garde de t'approcher
De la cité qui deux fleuves arrose,
Ton sang viendras au pres de là cracher,
Toy & les tiens quand fleurira la rose.
ローマの教皇よ、近づくことに気をつけよ、
二つの川が流れる都市へは。
そのそばへと自らの血を吐きに来るだろう、
汝とその仲間は。バラが咲くであろう時に。
この詩について、17世紀から18世紀の信奉者たちは、ローヌ川とソーヌ川の合流点にあたるリヨンでローマ教皇が死ぬ（恐れがある）予言と解釈していた。しかし、19世紀以降の信奉者たちは、ヴァランスで血を吐いて死んだピウス6世（在位1775年 - 1799年8月29日）のことと解釈してきた。2行目はヴァランスがローヌ川とイゼール川の合流点の少し南に位置していることや、ヴァランスの北に大都市リヨンがある事などと結び付けられたのである。
これに対し、フォンブリュヌは「バラ」をフランス社会党のシンボルマークと解釈し、フランス社会党が権力を握るときに、ローマ教皇がリヨンで死ぬと解釈していた。後者はヨハネ・パウロ2世がバチカンのサン・ピエトロ広場で狙撃されたことと全く整合しておらず、前者についても、左翼が政権の座に着くことで表現の自由が弾圧されると解釈しており、事実と適合していないことが批判された。
もちろん、1980年代前半に設定していた第三次世界大戦も実現しなかった。フォンブリュヌは続巻で、自身の解釈には的中したものもあると主張したが、それについては信奉者側のヴライク・イオネスクからさえも「空想の産物」と一蹴された。
信奉者側のフォンブリュヌに対する評価は様々である。イオネスクは上記のように手厳しく評している。また、そのイオネスクと共同で『ノストラダムスの最終的勝利』（1993年）を著したジャーナリストのマリー＝テレーズ・ド・ブロッスは、かつて自分が担当した『パリ・マッチ』の複数の記事でフォンブリュヌを高く評価したことについて、不適切だったという判断を示した。
エリザベート・ベルクールや五島勉のように、ほとんど1冊丸ごとフォンブリュヌ批判に割いた本を刊行した者たちもいる。ベルクールは、マックスの戦前の版と戦後の版、そして『歴史家にして予言者ノストラダムス』の3冊を比較し、フォンブリュヌ解釈の改変過程や恣意的な解釈内容を批判した。
五島は『ファティマ第三の秘密』（祥伝社、1981年）の時点では、自分の従来の解釈の正しさの傍証となるものとして、フォンブリュヌ解釈を評価していた。しかし、『ノストラダムスの大予言IV』（1982年）では、フォンブリュヌが「恐怖の大王」の正体を日本と解釈したと紹介し、フォンブリュヌの本には明記されていないが、隠された意図として黄色人種差別、特に日本人に対する強い敵意が存在しているとして批判した。
他方で同じ信奉者でも、ジョン・ホーグはノストラダムス関連書の格付けにおいて、5段階評価で「4」をつけた。加治木義博は『人類最終戦争 1991-1995 第三次欧州大戦』（KKロングセラーズ、1991年）の時点では、フォンブリュヌの解釈は時期設定などに問題があるものの、近未来に起こる危機の解釈として、自分の解釈に一番近いものと評価していた。ただし、翌年の著書では、フォンブリュヌがテレビ番組の『巨泉のこんなモノいらない!?』で barbe （あごひげ）を口ひげと解釈することは出来ないと発言したことを取り上げて、詩の比喩が分かっておらず解釈者の資格がないと批判した。
このほか、オウム真理教の麻原彰晃はフォンブリュヌの解釈を評価し、ノストラダムスの調査のために1989年2月に渡仏した際には会見しようとした。ただし、連絡がつかずに失敗したという。
信奉者側には以上のように様々な評価が見られるのに対し、歴史学者や仏文学者などの実証的な論者や懐疑論者の間では、フォンブリュヌの解釈を評価する声は聞かれない。
1982年にアメリカの懐疑主義団体CSICOPの機関誌『スケプティカル・インクワイアラー』は「ノストラダムスの予言と販売」(Prophecy and the Selling of Nostradamus) と題する特集を組み、オランダの日刊紙デ・テレグラーフ (De Telegraaf) の調査報道記者ヘーベンスがフォンブリュヌ解釈を批判的に検討した記事を載せた。
1983年にフランスで設立されたノストラダムス協会は、フォンブリュヌの解釈は人を恐れさせて本を売ろうとする商業主義的姿勢に立つものとして、設立当初から明快に否定した。そもそも、この会が設立された背景として、フォンブリュヌによって引き起こされたブームに対し、きちんとした研究を示そうという意図があったという。同協会の機関誌『ミシェル・ノストラダムス研究誌』(Cahiers Michel Nostradamus) の創刊号と第2号には、トゥールーズ第二大学 (Université Toulouse II-Le Mirail) の「超心理学研究室」名義による、『歴史家にして予言者ノストラダムス』の書評が載っている。
また、フォンブリュヌの日本語訳を手がけた仏文学者の高田勇は、当初は文明論的に評価していたが、その後急速に進展した実証的な研究がフォンブリュヌのその後の著書で顧慮されていないために、学術的な研究とは別系統の興味本位的な解釈と位置付けるようになった。

### 再版・続編
初版が出た翌年にはクリュブ・フランス＝ロワジール社 (Edition Club France-Loisirs) からも出版され、1982年にはポケット社 (POCKET) からポケットサイズ版が出版された。
同じ1982年には初版を刊行したロシェ社からの続刊として、『歴史家にして予言者ノストラダムス・第2巻』が出版された。こちらも初巻ほどではないが各国語に訳され、ミラノ、ロンドン、ニューヨーク、バルセロナ、リオ・デ・ジャネイロの出版社から刊行された。日本語版が刊行されることはなかった。

## 主な著書
- 歴史家にして予言者ノストラダムス (Nostradamus, Historien et Prophète, Eds. du Rocher, 1980)
- 歴史家にして予言者ノストラダムス・第2巻 （Nostradamus, Historien et Prophète, Tome II, Eds. du Rocher, 1982）
- ハレー彗星は我々に何を予言するか? (La Comète de Halley, Que Nous Predit-elle?, Carrère, 1985)
- ヘンリー・ミラーとノストラダムス：世界の終末に関する対談 (Henry Miller Et Nostradamus : entretiens sur la fin d'un monde, Eds. du Rocher, 1994)
- ノストラダムス、新たなる予言集 1995年 - 2025年 （Nostradamus, nouvelles prophéties 1995-2025, Ramsay, 1995）
- 1999年から黄金時代までのノストラダムス (Nostradamus : De 1999 à l'Age d'or, Eds. du Rocher, 1999)
- ノストラダムス、生涯と2025年までの予言 (Nostradamus : Biographie et prophéties jusqu'en 2025, J'ai lu, 2003)
- ノストラダムスは正しかったのか？　911、イラク、トルコ、伝染病、そして・・・ (Nostradamus aura-t-il raison ? 11 septembre, Irak, Turquie, épidémie, et la suite..., Eds. du Rocher, 2003)
- 新教皇についての予言 (La Prophétie du nouveau pape, Eds. du Rocher, 2005)
- ノストラダムスが予言した470年間 (470 ans d'histoire prédites par Nostradamus : 1555-2025, Privat, 2006）
- ノストラダムスは予言していた：金融危機、チベット、中国、コーカサス、イラン、アフガニスタン・・・ (Nostradamus l'avait prédit : Crise financière, Tibet, Chine, Caucase, Iran, Afghanistan..., Eds. du Rocher, 2009)